# 郡山市郡山公会堂
郡山市郡山公会堂（こおりやましこおりやまこうかいどう）は、福島県郡山市にある集会施設である。

## 歴史
1924年（大正13年）9月の郡山市の市制施行を記念し、その翌月10月に完成した。
オランダデン・ハーグの平和宮、および大阪市の大阪市中央公会堂がモデルと伝えられている。
郡山市の発展に伴い、手狭になったため、次第に大規模な集会やコンサートは国鉄郡山工場の大食堂や郡山市民会館（老朽化により取り壊され、跡地は麓山地区の文化施設共同の駐車場となる。NHK郡山支局が隣にある。）、1984年（昭和59年）に開館された2,000人収容の大ホールを持つ郡山市民文化センターで開催されるようになっていったが、現在でも小規模な集会やイベントに利用されている。
建設当時には塔屋に時計が埋め込まれていたが、次第に時刻が狂うようになり、第二次世界大戦中に市民からの苦情で取り外された。（時計の後には長年、市章が埋め込まれていた）
1998年頃（平成10年頃）の改修で塔屋に再び時計が埋め込まれた。また、この頃からイベントなどの時期に建物のライトアップが行われるようになった。
2002年（平成14年）、国の登録有形文化財に登録された。
2005年（平成17年）には、改修工事が完了し、音響、照明等設備のリニューアルの他、建設当時の御影石の外壁、ルネサンス様式の天井、ステンドグラスをはめ込んだ窓などが復元された。

## 建築概要
- 所在地― 福島県郡山市麓山1-8-4
- 建築面積― 1,105m²
- 構造― 鉄筋コンクリート造2階建、銅板葺
- 設計監修― 矢橋賢吉
- 設計― 荻原貞雄
- 施工― 清水組
- 完成― 1924年（大正13年）10月

## 交通
- バス
郡山駅前1番バス乗り場からコスモス循環池の台回 →郡山図書館下車
- 自動車
昭和通り堂前町交差点から文化通りに入り、郡山市中央図書館を過ぎて右側